# 和泉市立光明台北小学校
和泉市立光明台北小学校（いずみしりつ こうみょうだいきたしょうがっこう）は、大阪府和泉市にある公立小学校。児童数が増加した和泉市立光明台南小学校から1985年に分離し、設立された。創立記念日は6月28日。卒業生は基本的に和泉市立光明台中学校へ進学する。

## 沿革
- 1985年4月1日 - 児童数226名で開校。
- 1999年 - コンピュータ室が完成。
- 2015年 - 創立30周年記念式典を開催。

## 交通
- 南海泉北線光明池駅から南海バス光明池車庫行き、泉大津駅前行き、光明台右回り、光明台左回りに乗車し、「光明台北小学校前」下車。